# Liste der Sounds in Neuseeland
Die Liste der Sounds in Neuseeland umfasst alle Küstengewässer, die von der neuseeländischen Behörde Land Information New Zealand (LINZ) als Sound bezeichnet und registriert wurden. Die Sounds sind Meeresarme, Meerengen oder Meeresstraßen, die zwar unterschiedliche geologische Entstehungsgeschichten besitzen, aber das gemeinsame Merkmal eines in das Land hineinreichenden Meeresarms aufweisen.

## Liste
Die Sounds befinden sich alle auf der Südinsel von Neuseeland und sind in dieser Tabelle von Nord nach Süd gelistet. Die Sounds im Marlborough District, zusammengefasst auch als Marlborough Sounds bekannt, sind ehemalige Flusstäler, die durch den angestiegenen Meeresspiegel geflutet wurden. Die Sounds in Southland hingegen sind entstehungsgeschichtlich als Fjorde anzusehen, da sie durch Gletscherbewegungen entstanden sind.
Die Tabelle kann nach Bedarf nach Spalten sortiert werden.
| Name des Sounds                      | Region               | Küste        | Koordinaten           | Länge (km) | Breite (km) max. | Tiefe (m) max. | Küste (km) | Fläche (km2) | Bemerkung                                                                               |
| ------------------------------------ | -------------------- | ------------ | --------------------- | ---------- | ---------------- | -------------- | ---------- | ------------ | --------------------------------------------------------------------------------------- |
| Queen Charlotte Sound                | Marlborough District | Nordküste    | 41° 14′ S, 174° 07′ O | 40,0       | 10,0             | 80,0           | 318        | 195,5        | Fährverkehr von Wellington nach Picton über den westlichen Teil des Sounds.             |
| Pelorus Sound / Te Hoiere            | Marlborough District | Nordküste    | 41° 08′ S, 173° 52′ O | 56,0       | 7,6              | 40,0           | 590        | 384,8        | größter Sound des Landes                                                                |
| Kenepuru Sound                       | Marlborough District | Nordküste    | 41° 12′ S, 173° 58′ O | 23,0       | 4,6              |                | 90         |              |                                                                                         |
| Mahau Sound                          | Marlborough District | Nordküste    | 41° 15′ S, 173° 52′ O | 5,5        | 3,6              |                | 15         |              | Kleinster der Marlborough Sounds                                                        |
| Milford Sound/Piopiotahi             | Southland            | Westküste    | 44° 37′ S, 167° 52′ O | 15,7       | 2,9              | 269            | 36         | 25,3         | Bekanntester Fjord des Landes, der für Wanderer über den Milford Track zu erreichen ist |
| Te Hāpua / Sutherland Sound          | Southland            | Westküste    | 44° 45′ S, 167° 37′ O | 10,0       | 0,9              |                | 26         |              | Zweigeteilter Fjord                                                                     |
| Hāwea / Bligh Sound                  | Southland            | Westküste    | 44° 49′ S, 167° 31′ O | 17,7       | 1,7              | 186            | 39         | 21,1         |                                                                                         |
| Te Houhou / George Sound             | Southland            | Westküste    | 44° 54′ S, 167° 23′ O | 21,2       | 2,0              | 224            | 60         | 32,9         | zu ihm führt der Wanderweg George Sound Route                                           |
| Taitetimu / Caswell Sound            | Southland            | Westküste    | 45° 01′ S, 167° 12′ O | 15,7       | 1,7              | 416            | 38         | 17,5         |                                                                                         |
| Taiporoporo / Charles Sound          | Southland            | Westküste    | 45° 05′ S, 167° 07′ O | 13,9       | 1,2              | 221            | 52         | 15,9         |                                                                                         |
| Hinenui / Nancy Sound                | Southland            | Westküste    | 45° 08′ S, 167° 04′ O | 15,4       | 1,2              | 279            | 34         | 13,9         |                                                                                         |
| Te Awa-o-Tū / Thompson Sound         | Southland            | Westküste    | 45° 14′ S, 166° 59′ O | 19,7       | 1,9              | 336            | 46         | 28,4         |                                                                                         |
| Kaikiekie / Bradshaw Sound           | Southland            | Westküste    | 45° 17′ S, 167° 07′ O | 15,5       | 2,3              | 416            | 44         | 20,9         |                                                                                         |
| Doubtful Sound/Patea                 | Southland            | Westküste    | 45° 19′ S, 166° 59′ O | 40,4       | 2,5              | 421            | 62         | 83,7         | Tiefster Meeresarm in der Region Fiordland                                              |
| Te Rā / Dagg Sound                   | Southland            | Westküste    | 45° 24′ S, 166° 49′ O | 13,3       | 2,0              | 174            | 45         | 14,7         |                                                                                         |
| Te Puaitaha / Breaksea Sound         | Southland            | Westküste    | 45° 34′ S, 166° 48′ O | 33,3       | 2,5              | 365            | 110        | 61,5         |                                                                                         |
| Tamatea / Dusky Sound                | Southland            | Westküste    | 45° 46′ S, 166° 35′ O | 43,9       | 13,0             | 317            | 165        | 181,0        | Größter und längster Fjord des Landes                                                   |
| Moana-whenua-pōuri / Edwardson Sound | Southland            | Südwestküste | 45° 55′ S, 166° 39′ O | 12,0       | 1,6              |                | 28         |              |                                                                                         |
| Te Korowhakaunu / Kanáris Sound      | Southland            | Südwestküste | 45° 58′ S, 166° 42′ O | 10,3       | 2,9              | 323            | 26         |              |                                                                                         |
| Te Awaroa / Long Sound               | Southland            | Südwestküste | 45° 59′ S, 166° 49′ O | 26,0       | 2,4              |                | 77         |              | Beherbergt mit 3672 Hektar das größte Meeresschutzgebiet der Region Fiordland           |
| Isthmus Sound                        | Southland            | Südwestküste | 46° 02′ S, 166° 42′ O | 5,6        | 1,1              |                | 15         |              | Kürzester Fjord der Region Fiordland                                                    |